# Serpa
Serpa és un municipi portuguès, situat al districte de Beja, a la regió d'Alentejo i a la subregió del Baixo Alentejo. L'any 2004 tenia 16.072 habitants. Limita al nord amb Vidigueira, al nord-est amb Moura, a l'est amb Rosal de la Frontera, al sud amb Mértola i a l'oest amb Beja.

## Fills il·lustres
- Estêvão de Brito (1570-1641) compositor musical.

## Població
| Població del concelho de Serpa (1801 – 2004) | Població del concelho de Serpa (1801 – 2004) | Població del concelho de Serpa (1801 – 2004) | Població del concelho de Serpa (1801 – 2004) | Població del concelho de Serpa (1801 – 2004) | Població del concelho de Serpa (1801 – 2004) | Població del concelho de Serpa (1801 – 2004) | Població del concelho de Serpa (1801 – 2004) | Població del concelho de Serpa (1801 – 2004) |
| -------------------------------------------- | -------------------------------------------- | -------------------------------------------- | -------------------------------------------- | -------------------------------------------- | -------------------------------------------- | -------------------------------------------- | -------------------------------------------- | -------------------------------------------- |
| 1801                                         | 1849                                         | 1900                                         | 1930                                         | 1960                                         | 1981                                         | 1991                                         | 2001                                         | 2004                                         |
| 7.512                                        | 9.662                                        | 17.357                                       | 29.445                                       | 32.476                                       | 20.784                                       | 17.915                                       | 16.723                                       | 16.072                                       |